# 阿吉拉尔德坎波斯
阿吉拉尔德坎波斯，是西班牙卡斯蒂利亚-莱昂巴利亚多利德省的一个市镇。总面积50平方公里，总人口356人（2001年），人口密度7人/平方公里。